# NGC 5205
NGC 5205 ist eine 12,4 mag helle Spiralgalaxie mit aktivem Galaxienkern vom Hubble-Typ Sb im Sternbild Großer Bär. Sie ist schätzungsweise 84 Millionen Lichtjahre von der Milchstraße entfernt und hat einen Durchmesser von etwa 75.000 Lj.
Im selben Himmelsareal befinden sich u. a. die Galaxien NGC 5216 und NGC 5218.
Das Objekt wurde am 18. Mai 1887 von Lewis A. Swift entdeckt.